# Чечина (Ливорно)
Чечина (итал. Cecina) је насеље у Италији у округу Ливорно, региону Тоскана.
Према процени из 2011. у насељу је живело 22018 становника. Насеље се налази на надморској висини од 8 м.

## Становништво
Према резултатима пописа становништва 2011. у општини је живело 27.992 становника.
| 1936.  | 1951.  | 1961.  | 1971.  | 1981.  | 1991.  | 2001.  | 2011.  |
| ------ | ------ | ------ | ------ | ------ | ------ | ------ | ------ |
| 10.527 | 12.539 | 16.590 | 21.369 | 24.336 | 24.636 | 26.515 | 27.992 |

## Партнерски градови
- Гилхинг
- Сагунто
- Sin-le-Noble